# André Desmulliez
André Desmulliez, né le 6 mars 1914 à Toufflers et mort le 1er octobre 1994 à Roubaix, est un homme politique français. Socialiste, il est député du Nord de 1973 à 1978 et maire de Lys-lez-Lannoy pendant 25 ans. 

## Biographie
Diplômé de l'école normale de Douai, professeur de lettres à Tourcoing puis à Roubaix, il adhère à la SFIO et devient adjoint au maire de Lys-lez-Lannoy en 1957. Deux ans plus tard, à la suite des élections municipales de 1959, il est désigné maire de la commune.
En 1961, il entre au conseil général du Nord, représentant le canton de Lannoy, et en est l'un de ses vice-présidents. Continuant d'exercer ses activités d’enseignement, il est directeur des études au lycée Baggio de Lille puis proviseur au lycée technique de Roubaix.
Candidat suppléant de l'ancien député socialiste Victor Provo en 1962, il se présente dans la 7e circonscription du Nord comme titulaire en 1967 et 1968 mais ne parvient pas à se faire élire. À nouveau candidat en 1973, investi par l'Union de la gauche socialiste et démocrate (UGSD), il bat assez nettement le député sortant gaulliste Joseph Frys.
À l'Assemblée nationale, il siège au sein du groupe socialiste et radical de gauche et intègre la commission des affaires culturelles, familiales et sociales. Effectuant un seul mandat, il ne se représente pas lors du scrutin législatif de 1978 et cède son siège à son suppléant Pierre Prouvost.
Lors des élections municipales de 1983, il est battu par Maurice Codron (RPR) à 19 voix. Puis, en 1985, il abandonne son siège de conseiller général.
Au cours de son mandat de maire, il est par ailleurs vice-président de la communauté urbaine de Lille (CUDL) chargé des établissements scolaires ainsi que président de la commission d'aménagement du territoire Nord-Pas-de-Calais au conseil régional.

## Détail des fonctions et des mandats
Mandat parlementaire
- 2 avril 1973 - 2 avril 1978 : député de la septième circonscription du Nord

Mandats locaux
- 22 mars 1959 - mars 1983 : maire de Lys-lez-Lannoy
- 1963 - 1985 : conseiller général du canton de Lannoy
- Vice-président du conseil général du Nord
- Vice-président de la communauté urbaine de Lille

## Distinctions
- Chevalier de la Légion d'honneur (1983)
- Chevalier de l'ordre national du Mérite